# Колчанов, Николай Александрович
Николай Александрович Колчанов (род. 9 января 1947) — российский учёный, чл.-корр. РАН с 2003 года (по отделению биологических наук, секция общей биологии), академик РАН с 2008 года (по отделению нанотехнологий и информационных технологий РАН, секция нанотехнологий), научный руководитель Института цитологии и генетики СО РАН с 9 января 2018 года, директор Института цитологии и генетики СО РАН с 2008 года (врио с 2007 года) по 2018 года, заведующий отдела системной биологии ИЦиГ СО РАН, доктор биологических наук, профессор, заведующий кафедрой информационной биологии ФЕН НГУ, профессор кафедр информационной биологии, цитологии и генетики НГУ. Является директором организатором первого Федерального исследовательского центра в Новосибирском Академгородке в апреле 2015 года.  В данный момент является научным руководителем Федерального исследовательского центра ИЦиГ СО РАН

## Научные интересы
Биоинформатика, информационная биология, молекулярная биология, молекулярная генетика, компьютерный анализ структурно-функциональной организации и эволюции геномов, генетических макромолекул — ДНК, РНК и белков и молекулярно-генетических систем геномов, системная биология. Николай Колчанов читает для студентов кафедры информационной биологии ФЕН НГУ курс «Введение в информационную биологию».
При участии и под руководством академика Колчанова созданы программно-информационные комплексы для решения задач биоинформатики и системной компьютерной биологии: интеграции, хранения и анализа экспериментальных данных по структурно-функциональной организации молекулярно-генетических систем; анализа и компьютерной аннотации геномных последовательностей, высокоточного распознавания сайтов связывания транскрипционных факторов; предсказания структуры и функции белков, поиска в них фармакологических мишеней; реконструкции и моделирования генных сетей, контролирующих процессы метаболизма в клетке и процессы морфогенеза растений; исследованы молекулярные механизмы функционирования и эволюции регуляторных генетических систем и мутационного процесса; разработаны компьютерно-экспериментальные подходы к конструированию геносенсоров, позиционируемых в микро/нанофлюидных системах, создаваемых на основе лигатехнологий с использованием синхротронного излучения. Исследовано применение терагерцового излучения для перехода ДНК и белков в форме наночастиц в аэрозольную фазу.
Автор и соавтор более чем 480 публикаций в российской и зарубежной печати, в том числе — 9 монографий, 4 учебных пособий, 12 авторских свидетельств и 1 патента.
Н. А. Колчанов входит в состав:  научного совета РАН по молекулярной биологии и генетике, рабочей группы «Стратегия развития наноиндустрии» при Правительственном совете по нанотехнологиям, совета СО РАН по супервычислениям, член совета Российского фонда фундаментальных исследований,бюро объединенного ученого совета по наукам о жизни СО РАН. Является членом редакционных коллегий журналов: «Генетика» «Сибирский экологический журнал» СО РАН, «Вавиловский журнал генетики и селекции», «Экологическая генетика», интернет-издания «Академгородок».
Также он является: членом Президиума СО РАН, вице-президентом ВОГИС, председателем Научного совета СО РАН по биоинформатике, заместителем председателя Научного совета РАН по генетике и селекции, членом координационного совета Российского фонда фундаментальных исследований РФФИ.
В связи с участием в IX школе молодых учёных «Системная биология и биоинформатика» (вместе с другими организаторами) 25-30 июня 2017 г. в Ялте на территории Крыма, внесен в список сайта «Миротворец» за «сознательное нарушение Государственной границы Украины».